# Boarmia epilyciaria
Boarmia epilyciaria là một loài bướm đêm trong họ Geometridae.